# Micromesistius australis
Micromesistius australis Norman, 1937 é uma espécie de peixes da família Gadidae, com distribuição natural restrita aos oceanos do hemisfério sul em regiões onde a temperatura da água se situa entre 3° e 7 °C, a profundidades entre 50 e 900 m. 

## Descrição
Corpo alongado, com 30 a 90 cm de comprimento e peso máximo de 850 g.
Existem duas populações distintas: 
- Micromesistius australis australis com distribuição natural nas águas em torno das ilhas Malvinas, ilhas Geórgia do Sul, ilhas Shetland do Sul, ilhas Órcades do Sul e da Patagónia argentina, no extremo sudoeste do Atlântico e nas águas do sul do Chile no sueste do Pacífico.
- Micromesistius australis pallidus, endémico nas águas em torno da ilha Sul da Nova Zelândia.